# Пам'ятник козакам (Сіверськодонецьк)
Па́м'ятник козака́м — пам'ятник на честь козаків, які загинули, визволяючи українські землі від загарбників, розташований у місті Сіверськодонецьку Луганської області.

## Опис
Пам'ятник розташований у парку на території Собору Різдва Христового, кафедрального собору Сєвєродонецької єпархії Української православної церкви Московського патріархату.

Плита з написом

Пам'ятник являє собою скульптуру козака з люлькою, який сидить на камені; розташовані окремо ліворуч фальконет з кількома ядрами, а праворуч від скульптури козака — встановлено плиту з написом:

Є молитва од нас, де слова всі до Бога,

Де українців єдна захист рідних порогів.

Й шана їнім творцям, людства будівникам,

Що із Всесвіту зорять, та велять гордим оріям

Гнати зайд з їх кріпатством з міст і селищ козацьких.

В спільній дії завзятій брат обніметься з братом,

Звичай-клятву візьмуть, й незборимості суть

В Слові знов обретуть.

Наших пращурів витвір — нам завжди допомога.

Вони ближче до Бога…

От і дивляться з Вирію,

Та все більше в нас вірують.

Скульптура козака і по обидва боки від неї — меморіальна плита й фальконет з ядрами розміщені на облицьованому плиткою постаменті вигнутої форми.
Територію навколо пам'ятника також викладено плиткою, що створює атмосферу спеціальної меморіальної ділянки.